# Israelischer Film
Die Geschichte des Films in Israel beginnt mit ersten Filmvorführungen auf dem Gebiet Palästinas im Jahr 1900. Ab 1911 wurden  zionistische Filme gedreht und nach der Staatsgründung 1948 entwickelte sich eine nationale Filmindustrie.
Häufig reflektieren israelische Filme typisch israelische Themen und gesellschaftliche Entwicklungen. Die Mehrzahl der Filme wird in hebräischer Sprache produziert, viele aber auch in Englisch, Arabisch sowie weiteren Sprachen. Israel wurde häufiger als jedes andere Land des Nahen Ostens für den Oscar für den besten fremdsprachigen Film nominiert.

## Geschichte

### Vor der Staatsgründung
Eine der ersten Filmaufnahmen auf dem Gebiet des heutigen Israels wurde um 1896 für die Brüder Lumière im damaligen Osmanischen Reich gedreht. Der einminütige Film Départ de Jérusalem en chemin de fer zeigt die Abfahrt einer Eisenbahn aus dem Jerusalemer Bahnhof. 1900 erschien in der Zeitung »Hatzvi« ein Artikel von Hemda Ben-Jehuda, der Frau Eliezer Ben-Yehudas. Darin beschreibt sie, wie ein reisender Filmvorführer aus Italien durch Palästina zog und dem Publikum verschiedene mitgebrachte Filme zeigte. 1908 eröffneten jüdische Ägypter das erste Kino Palästinas, das »Oracle« in Jerusalem, weitere Kinos folgten.
Im Jahr 1911 produzierte der Brite Murray Rosenberg in Palästina den zionistischen Film »The First Film of Palestine«, der am zehnten Zionistenkongress uraufgeführt und danach überall in der Welt vor allem vor jüdischem Publikum gezeigt wurde. In der Folge entstanden im Auftrag verschiedener zionistischer Organisationen weitere Filme, die historische Stätten und Siedlungen der Jischuw porträtierten.
In den Dreißigern war der Film in Palästina stark vom sozialistischen Flügel des Zionismus beeinflusst. Viele Filme riefen dazu auf, das städtische Leben aufzugeben und gegen ein landwirtschaftliches Leben im Kibbuz zu tauschen. Wichtige Filmemacher dieser Zeit waren etwa Baruch Agadati oder Nathan Axelrod, Immigranten aus der Sowjetunion. In den Vierzigern fokussierten sich diese Filme unter dem Eindruck des Zweiten Weltkriegs und dem Holocaust auf die Begründung einer Notwendigkeit eines Judenstaates, als Schutz vor Verfolgung.

### Nach der Staatsgründung
Der Erste Arabisch-Israelische Krieg, die Staatsgründung 1948 und die darauf folgende massive Einwanderung waren zentrale Themen im israelischen Film der späten Vierziger und in den Fünfzigern. Zu einem der bekanntesten Filme aus dieser Periode wurde »Giv'a 24 Eina Ona« von Thorold Dickinson aus dem Jahr 1955, der den heroischen Kampf von vier Soldaten während des Ersten Arabisch-Israelischen Kriegs zeigt.
Diese Themen wurden hauptsächlich aus dem Blickwinkel der staatlichen Ideologie betrachtet, erst in den 1960er Jahren begann eine Loslösung der israelischen Kulturschaffenden von der Regierung. Damit kamen auch Filme auf, die sich mit den Klassenunterschieden in der israelischen Gesellschaft beschäftigten, insbesondere zwischen jüdischen Israelis verschiedener Herkunft. Solche Filme wurden auch Bourekas-Filme genannt. Wichtige Vertreter dieses neuen populären Unterhaltungskinos, das erstmals das Alltagsleben porträtierte, waren Menahem Golan und Ephraim Kishon.
Der 1964 gedrehte Film Sallah – oder: Tausche Tochter gegen Wohnung war die erste israelische Produktion, die für den Oscar als bester fremdsprachiger Film nominiert war. Die Regie übernahm – basierend auf einem seiner eigenen Bücher – Ephraim Kishon, produziert wurde der Streifen von Menahem Golan.
Menahem Golan und Yoram Globus, Cousins, arbeiteten erstmals bei der Produktion des Films El Dorado aus dem Jahr 1963 zusammen. Golan agierte als Regisseur und Drehbuchautor, Globus übernahm die Rolle des Produzenten. Diese erste Zusammenarbeit markierte den Beginn einer jahrzehntelang andauernden Kooperation der beiden. Bis 1979 waren sie ausschließlich in Israel selbst tätig. Unter ihrer Mitwirkung entstand u. a. mit Eis am Stiel der erste Teil der gleichnamigen, auch international erfolgreichen Filmreihe. Die Regie übernahm der ebenfalls in Israel geborene Boaz Davidson, der selbst zunächst als Regisseur und Drehbuchautor, und schließlich auch als erfolgreicher Filmproduzent im internationalen Filmgeschäft mitmischte. In den ersten vier Teilen der Eis am Stile Filmreihe verarbeitete Davidson Erlebnisse aus seiner eigenen Jugend.
Als erster und bislang einziger israelischer Regisseur gewann Moshé Mizrahi 1978 einen Oscar. Sein Film Madame Rosa wurde in der Kategorie Bester fremdsprachiger Film ausgezeichnet.
Die Bundesrepublik Deutschland und Israel unterzeichneten 1971 ein gemeinsames Filmabkommen.
Im Jahr 1979 übernahmen Globus und Golan Cannon Films und siedelten in den Vereinigten Staaten von Amerika über. Mit diesem Schritt weiteten die beiden ihre Filmproduktion international aus und produzierten neben zahlreichen B-Filmen auch hochklassige Produktionen ab. Insbesondere Actionfilme bildeten den Fokus und es entstanden Filmreihen wie American Fighter, Missing in Action. Ende der 1980er Jahre geriet die Firma in finanzielle Schwierigkeiten und wurde schließlich verkauft. Die Wege von Globus und Golan trennten sich, beide kehrten nach Israel zurück. Beide sind noch immer im Filmgeschäft tätig.
Die Brüder Danny Lerner und Avi Lerner sind ein weiteres Beispiel für israelische, international tätige Filmproduzenten. Ebenso wie Globus und Golan sammelten die beiden ihre ersten Erfahrungen im Filmgeschäft auch in Israel, teilweise auch nur indirekt als Manager eines Kinos. Unter ihrer Ägide entstehen vor allem Actionfilme mit bekannten Schauspielern wie Jean-Claude van Damme und Steven Seagal.

## Film Festival
Das Jerusalem Film Festival ist ein internationales Filmfestival, das jährlich im Juli in Jerusalem stattfindet. Es widmet sich in erster Linie dem israelischen Filmgeschehen und findet seit 1984 statt.

## Israelischer Filmpreis
Der israelische Filmpreis Ophir Award wurde erstmals 1982 und wird seit 1990 jährlich von der Israelischen Akademie für Film und Fernsehen für die herausragenden Arbeiten der israelischen Filmindustrie verliehen. Benannt ist der Preis nach dem israelischen Schauspieler Shaike Ophir.

## Internationale Filmpreise
Israelische Filme konnten folgende internationale Filmpreise gewinnen:
- 1978 gewann als erster und bislang einziger israelischer Regisseur Moshé Mizrahi einen Oscar. Sein in Frankreich produzierter Film Madame Rosa wurde in der Kategorie Bester fremdsprachiger Film ausgezeichnet.[2]
- 2018 hat die Serie „Nevsu“ (amharisch: Seele) den Emmy in der Kategorie internationale Comedy gewonnen. In der TV-Produktion geht es um einen äthiopischen Juden, der mit einer aschkenasischen Frau verheiratet ist. Die junge Familie trägt auf humorvolle Art die Konflikte des alltäglichen Lebens aus.[3]
- 2019 erhielt das in deutsch-französisch-israelischer Kooperation verfilmte Drama Synonymes des Regisseurs Nadav Lapid bei den Internationalen Filmfestspielen in Berlin einen Goldenen Bären.

## Wichtige Filme
| Jahr | Originaltitel                               | Deutscher Titel                              | Internationaler Titel             | Regie                              |
| ---- | ------------------------------------------- | -------------------------------------------- | --------------------------------- | ---------------------------------- |
| 1964 | Sallah Shabati                              | Sallah – oder: Tausche Tochter gegen Wohnung | Nicht bekannt                     | Ephraim Kishon                     |
| 1967 | Ervinka                                     | Ervinka                                      | Ervinka                           | Ephraim Kishon                     |
| 1969 | Te’alat Blaumilch                           | Der Blaumilchkanal                           | Nicht bekannt                     | Ephraim Kishon                     |
| 1970 | Ha-Shoter Azulai                            | Schlaf gut, Wachtmeister!                    | Nicht bekannt                     | Ephraim Kishon                     |
| 1978 | Eskimo Limon                                | Eis am Stiel                                 | Eskimo Limon                      | Boaz Davidson                      |
| 1991 | Me'ever Layam                               | Over the Ocean                               | Beyond the sea                    | Jacob Goldwasser                   |
| 1992 | Ha-Chayim Al-Pi Agfa                        | Life According to Agfa – Nachtaufnahmen      | Life According to Agfa            | Assi Dayan                         |
| 1993 | Lahav Hatzui                                | Drei Wochen in Jerusalem                     | Double Edge                       | Amos Kollek                        |
| 1995 | Hole Ahava B'Shikun Gimel                   | nicht bekannt                                | Lovesick on Nana Street           | Savi Gavison                       |
| 1996 | Clara Hakedosha                             | Saint Clara                                  | Saint Clara                       | Ari Folman und Ori Sivan           |
| 1998 | Kirkas Palestina                            | Zirkus Palestina                             | Circus Palestine                  | Eyal Halfon                        |
| 1999 | Ha-Chaverim Shel Yana                       | Yanas Freunde                                | Yana's Friends                    | Arik Kaplun                        |
| 2001 | Asurot                                      | Eingeschlossen                               | Detained                          | Anat Even und Ada Ushpiz           |
| 2001 | Hatuna Meuheret                             | Hochzeit wider Willen                        | Late Marriage                     | Dover Koshashvili                  |
| 2002 | Yossi & Jagger                              | Yossi & Jagger                               | Yossi & Jagger                    | Eytan Fox                          |
| 2002 | Knafayim Shvurot                            | Broken Wings                                 | Broken Wings                      | Nir Bergman                        |
| 2004 | Lalechet al haMajim                         | Walk on Water                                | Walk on Water                     | Eytan Fox                          |
| 2004 | Ha-Kala Ha-Surit                            | Die syrische Braut                           | The Syrian Bride                  | Eran Riklis                        |
| 2005 | Eize Makom Nifla                            | Willkommen in Israel                         | What a Wonderful Place            | Eyal Halfon                        |
| 2005 | Nekam Achat Mishtey Eynay                   | Avenge But One of My Two Eyes                | Avenge but one of my two eyes     | Avi Mograbi                        |
| 2005 | Free Zone                                   | Free Zone                                    | Free Zone                         | Amos Gitai                         |
| 2006 | Adama Meshuga'at                            | Sweet Mud – Im Himmel gefangen               | Sweet Mud                         | Dror Shaul                         |
| 2006 | Moadon beit hakvarot                        | The Cemetery Club                            | The Cemetery Club                 | Tali Shemesh                       |
| 2006 | ... More Than 1000 Words                    | Der Hölle so nahe…                           | ... More Than 1000 Words          | Solo Avital                        |
| 2007 | Bikur Ha-Tizmoret                           | Die Band von Nebenan                         | The Band’s Visit                  | Eran Kolirin                       |
| 2007 | Beaufort                                    | Beaufort                                     | Beaufort                          | Joseph Cedar                       |
| 2008 | Vals Im Bashir                              | Waltz with Bashir                            | Waltz with Bashir                 | Ari Folman                         |
| 2008 | Lemon Tree                                  | Lemon Tree                                   | Lemon Tree                        | Eran Riklis                        |
| 2009 | Ajami                                       | Ajami                                        | Ajami                             | Scandar Copti und Yaron Shani      |
| 2010 | Shliḥuto shel Ha'Memuneh al Mash'abey Enosh | Die Reise des Personalmanagers               | The Human Resources Manager       | Eran Riklis                        |
| 2011 | Hearat Shulayim                             | Hearat Shulayim                              | Footnote                          | Joseph Cedar                       |
| 2014 | Get — Ha'mishpat shel Vivian Amsalem        | Get – Der Prozess der Viviane Amsalem        | Get: The Trial of Viviane Amsalem | Ronit Elkabetz und Shlomi Elkabetz |
| 2015 | Baba Joon                                   | Baba Joon                                    | Baba Joon                         | Yuval Delshad                      |
| 2016 | Sufat Chol                                  | Sufat Chol                                   | Sandstorm                         | Elite Zexer                        |
| 2017 | Foxtrot                                     | Foxtrot – Der Tanz des Schicksals            | Foxtrot                           | Samuel Maoz                        |
| 2018 | The Cakemaker                               | Der Konditor aus Berlin                      | The Cakemaker                     | Ofir Raul Graizer                  |
| 2019 | Synonymes                                   | Synonymes                                    | Synonymes                         | Nadav Lapid                        |

## Dokumentarfilm über das israelische Kino
- A History of Israeli Cinema, dt. Geschichte des israelischen Films, Frankreich, Israel, 2009, 210 min, Regie: Raphael Nadjari – Kurzbeschreibung[7]

## Ausstellung
- Im Aufbau: Israelisches Kino. Eine Retrospektive Das Zeughauskino im DHM zeigt die Anfänge des Kinos in und damit auch die des Staates Israel. Spiel- und Dokumentarfilme der 50er bis 70er Jahre.